# Miecz ceremonialny Stanisława Augusta Poniatowskiego

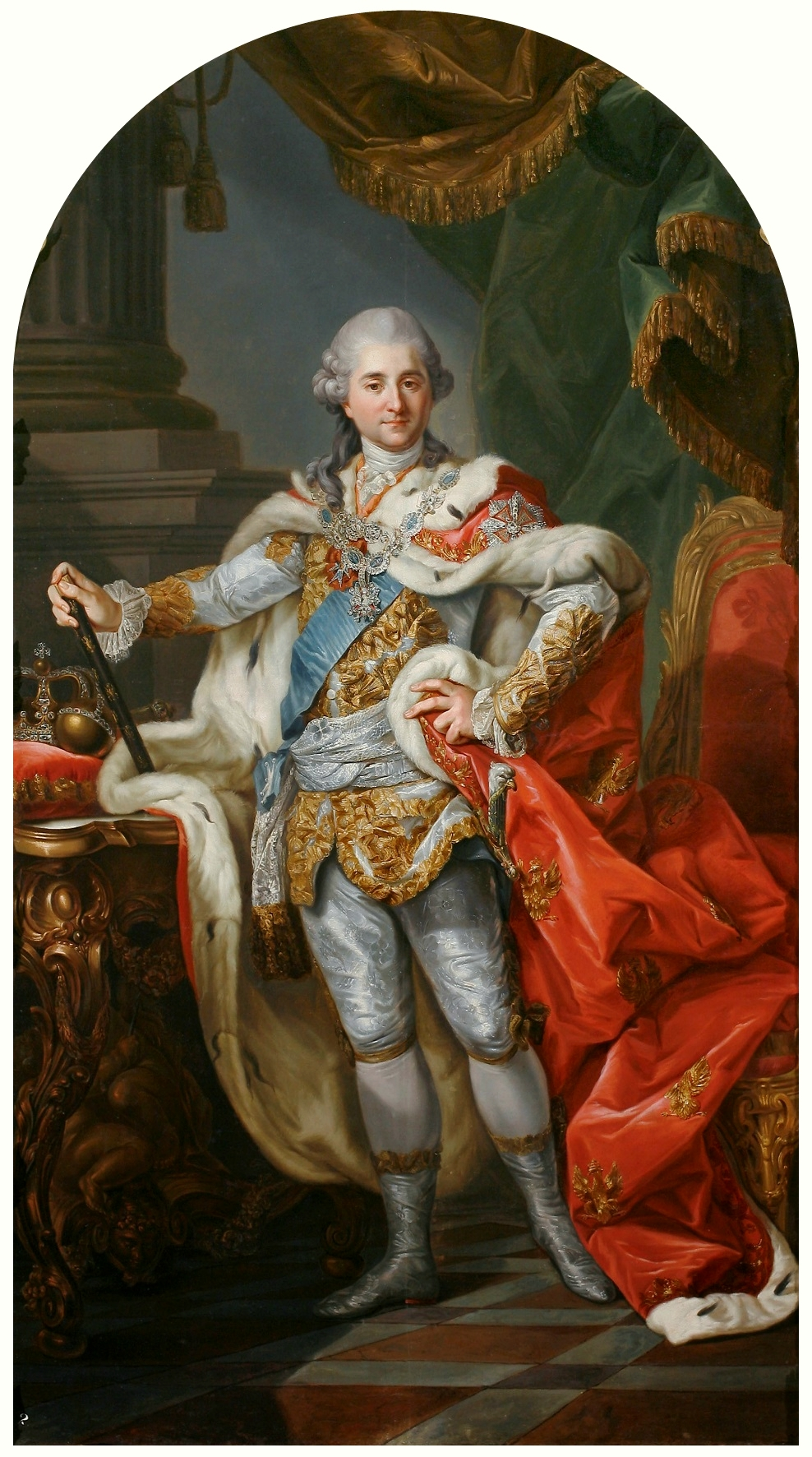
Portret Stanisława Augusta Poniatowskiego w stroju koronacyjnym

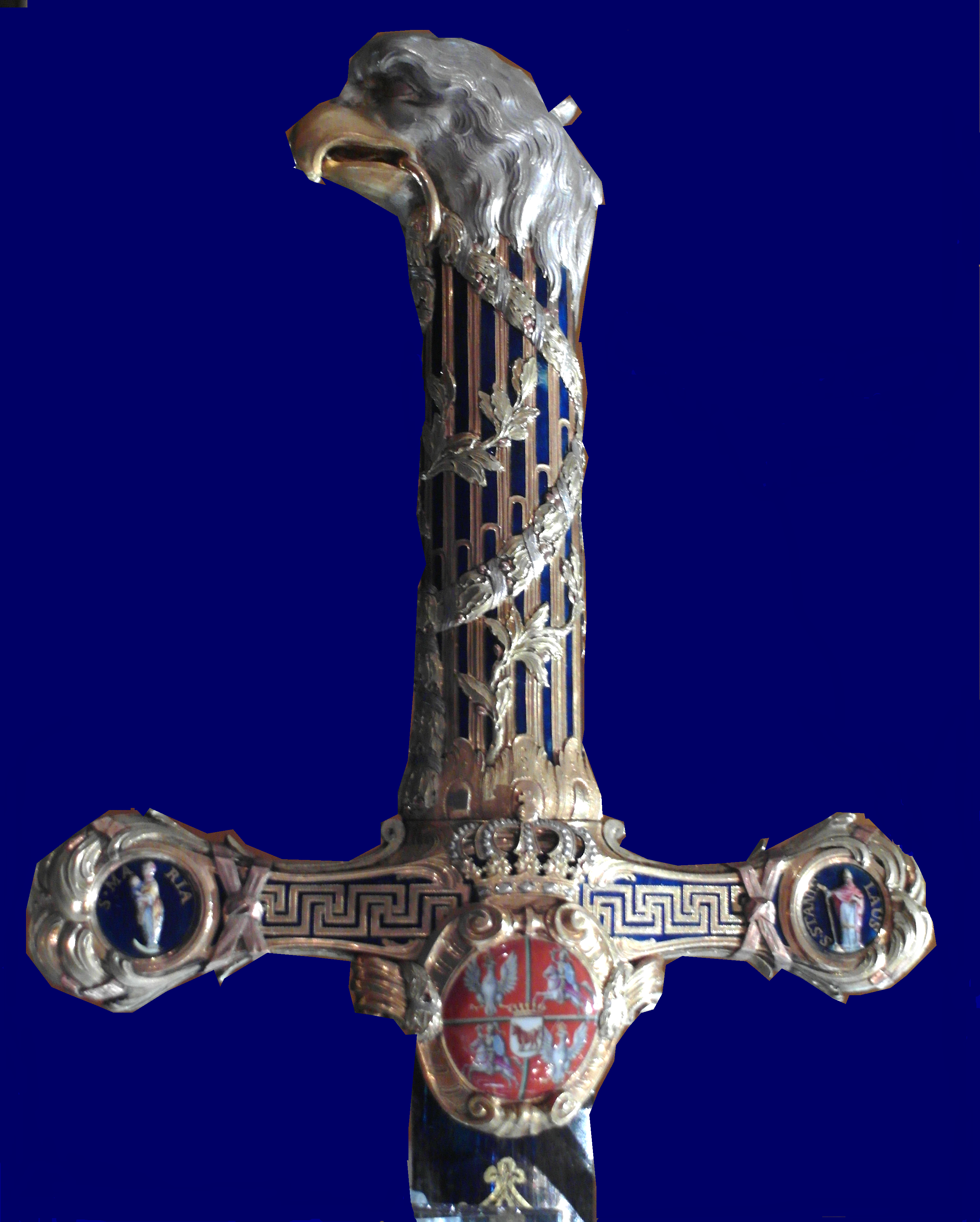
Rękojeść miecza

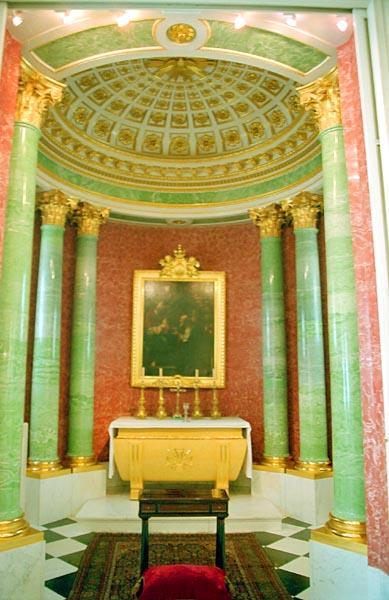
Kaplica Mała Zamku Królewskiego w Warszawie

Miecz ceremonialny Stanisława Augusta Poniatowskiego – miecz ceremonialny wykonany na zamówienie króla polskiego Stanisława Augusta Poniatowskiego w 1764 roku.

## Historia

### Miecz królewski
Miecz powstał w 1764 roku na zamówienie Stanisława Augusta Poniatowskiego z przeznaczeniem na uroczystości towarzyszące koronacji. Posłużył królowi jako insygnium do pasowania ośmiu mieszczan na rycerzy złotej ostrogi, które miało miejsce na rynku warszawskim 26 listopada 1764 roku. Zastąpił podczas tej ceremonii używany do tej pory Miecz Zygmuntowski z XVI wieku.
W 1765 roku miecz ten stał się insygnium orderowym do pasowania kawalerów Orderu Świętego Stanisława, które odbywało się uroczyście raz do roku 8 maja w Kościele Świętego Krzyża w Warszawie.

### Losy miecza w okresie zaborów
Po upadku I Rzeczypospolitej miecz przechowywany do tej pory na Zamku Królewskim w Warszawie został zabrany przez króla do Grodna, a później, gdy Stanisław August Poniatowski abdykował, do Petersburga. Od 1798 roku był własnością carów rosyjskich i wchodził w skład kolekcji Ermitażu.
Po I wojnie światowej, na mocy postanowień traktatu ryskiego kończącego wojnę polsko-bolszewicką, został zwrócony Polsce w 1928 roku i umieszczony jako eksponat w Sali Tronowej Zamku Królewskiego w Warszawie.

### Losy miecza podczas II wojny światowej
W 1939 roku, w przededniu wybuchu II wojny światowej, miecz został zdeponowany w skarbcu Banku Gospodarstwa Krajowego w Warszawie. We wrześniu 1939 roku został z niego jednak zabrany i wywieziony do Francji. Początkowo przechowywany w ambasadzie polskiej w Paryżu, później trafił do Biblioteki Polskiej. W 1940 roku miecz stanisławowski został dołączony do kolekcji wawelskiej, która znajdowała się w Aubusson. Stamtąd, wiosną 1940 roku, został wywieziony najpierw do Wielkiej Brytanii, a później do Kanady i ukryty w magazynach rządu kanadyjskiego pod Ottawą. W 1944 roku wraz ze Szczerbcem został zdeponowany w filii Bank of Montreal w Ottawie, gdzie znajdował się do 1959 roku. Później powrócił do Warszawy.

### Miejsce ekspozycji miecza
Po odbudowie Zamku Królewskiego w Warszawie miecz stał się eksponatem tej instytucji. Przechowywany jest obecnie w Kaplicy Małej obok łańcucha Orderu Orła Białego i berła Stanisława Augusta Poniatowskiego.

## Opis miecza
Miecz ceremonialny Stanisława Augusta Poniatowskiego jest wytwornym insygnium o klasycystycznych cechach stylowych. Rękojeść miecza wykonana jest ze złoconego srebra, emaliowana, zakończona głowicą w kształcie głowy orła. Trzon opleciony jest złoconą gałązka laurową. Jelec miecza zdobi motyw meandra, a kończą go koliste tarczki, na których umieszczone są postacie Maryi Panny i św. Stanisława. Pod jelcem umieszczony jest kartusz zwieńczony koroną, na którym znajduje się herb królewski Stanisława Augusta Poniatowskiego. Głownia miecza jest stalowa, oksydowana i złocona. Biegnie na niej łaciński napis: STANISLAUS AUGUSTUS REX DEDIT ANNO 1764. Pochwa miecza pokryta jest karmazynowym welurem i ozdobiona złotymi i srebrnymi okuciami. Na Zamku Królewskim jest eksponowany jako miecz ceremonialny Orderu Orła Białego, nowsza literatura przedmiotu również rozpoznaje go jako miecz ceremonialny Orderu Świętego Stanisława.

## Inne informacje
Pomimo że miecz nie pełni już funkcji insygnium orderowego był on jednak eksponowany 23 grudnia 2005 roku obok innych odznaczeń i insygniów w Sali Wielkiej na Zamku Królewskim w Warszawie podczas uroczystości dekoracji prezydenta RP, Lecha Kaczyńskiego oraz 6 sierpnia 2010 roku podczas uroczystości dekoracji prezydenta RP, Bronisława Komorowskiego.

## Literatura
- Jerzy Lileyko, Regalia Polskie, Warszawa 1987, ISBN 83-03-02021-8.
- Michał Rożek, Polskie koronacje i korony, Kraków 1987, ISBN 83-03-01914-7.
- Gordon Swoger, Konwój skarbów. Losy polskich skarbów narodowych 1939-1961, Warszawa 2005, ISBN 83-89344-16-5.
- Alfred Znamierowski, Insygnia, symbole i herby polskie. Kompendium, Warszawa 2003, ISBN 83-7311-601-X.